# Argiagrion leoninum
Argiagrion leoninum é uma espécie de libelinha da família Coenagrionidae.
É endémica da Serra Leoa.
Conhecida apenas de um espécime, parece ser antes um membro da espécie Leptagrion macrurum, presente antes no Brasil.